# Lissonotypus brasiliensis
Lissonotypus brasiliensis là một loài bọ cánh cứng trong họ Cerambycidae.